# Masahito Kohiyama
Masahito Kohiyama (japonès: 小桧山雅仁)  (Kōnan-ku, 7 de maig de 1969) és un jugador de beisbol japonès, ja retirat, que va competir durant la dècada de 1990. Jugava de llançador.
El 1992 va prendre part en els Jocs Olímpics d'Estiu de Barcelona, on guanyà la medalla de bronze en la competició de beisbol.
Posteriorment va jugar a la lliga professional japonesa amb els Yokohama BayStars i a la lliga professional xinesa amb els Chinatrust Whales. Es retirà el 2002, després de lesionar-se al colze.